# 持株会社
持株会社（もちかぶがいしゃ）とは、他の株式会社を支配する目的で、その会社の株式を保有する会社を指す。ホールディングカンパニー（英語: holding company）とも呼ぶ。他の株式会社の株式を多数保有することによって、その会社の事業活動の指針を決めることを事業としている会社であるとされる。

## 持株会社の種別
一般に、持株会社のうち、何かしらの事業を行う一方で他の会社を支配するものを事業持株会社、他の会社の支配のみを行い、自社での事業活動を行わないものを純粋持株会社と呼ぶ。
一般に「持株会社」といったときは後者を指すとする説がある。
そのほか、持株会社であるかを問わず、親会社の元で特定の業種に属する子会社をまとめる会社を中間持株会社と称することがある。

## 名称
日本において、持株会社の社名では以下の語が用いられることがある。
ホールディングス (holdings)
英語において「持株会社」を直接示す語の一つである。（例：フジ・メディア・ホールディングス、パナソニックホールディングス、伊藤ハム米久ホールディングス、セガサミーホールディングス、ANAホールディングス、ヤンマーホールディングス）　「ホールディングス」部分は、少なくとも日本では「HLDGS」、「HD」と略されることがある。
グループ (group)
英語において「集団」「同系列に属する組織」を示す語である。（例：ソニーグループ、ソフトバンクグループ、LIXILグループ）
グループ本社
「グループ」の意味は上述の通り。なお、ここでの「本社」に文脈上適合する用法は、少なくともデジタル大辞泉には収録されていない。（例：ハウス食品グループ本社、大和証券グループ本社、日清製粉グループ本社、読売新聞グループ本社）
グループホールディングス (group holdings)
「グループ」ならびに「ホールディングス」の意味は上述の通り。（例：アサヒグループホールディングス、近鉄グループホールディングス）
上記の各語のいずれも含まれない社名を持つ持株会社も存在する（例：イオン、キッコーマン、サントリーの事実上の持株会社とされる寿不動産）。

## 持株会社のメリット・デメリット
出典：M&A総合研究所ポータル『持株会社のメリットとデメリット』

### メリット
- 各部門毎の子会社化からもたらされるメリット。
  - ある特定の部門の利益にとらわれない、戦略的な本社（親会社としての持株会社）の構築。
  - 新規事業の立ち上げがしやすい(経営資源の分配が柔軟で、リスク管理がし易い為。又、各子会社が独立した経営判断を行うことで、親会社は戦略的な投資判断に集中できる為)。
- 経営統合で合意済みの他企業に対する買収、グループ化 (M&A)がし易い（友好的買収）。
- 傘下の各社への権限の委譲がしやすい。
- 柔軟な人事制度の導入がしやすい。
- 持株会社Aの下に事業会社 x, y, z がぶらさがっており、z社で巨額損失が発生したような場合z社とA社は打撃を受けるが、x社とy社はダメージを受けない。仮に事業部制の場合は財務が繋がっているため、無関係のx事業部y事業部にも累が及んでしまう。この事態を打破する最後の選択として、A社はx社とy社を売却することによりその売却代金でA社自身を救うことができる。わかりやすいのはカネボウがカネボウ化粧品を、東芝が東芝メモリ（現・キオクシア）を売却した例である。

### デメリット
- 子会社から見た場合、親会社（持株会社）への「お伺い」が増えてしまう(重要な経営判断や意思決定を行う際に、親会社の意向を確認したり承認を得る必要があることが多い)。
- 各子会社（事業会社）間の横の連携がしにくい。
- 特に純粋持株会社（親会社の主たる収入が子会社からの配当である形態）の場合、持株親会社単体では子会社（あるいは連結ベースでのグループ総体）より信用リスクが大となるため、格付上の「ねじれ」が生じるケースがある。
- 持株会社およびその子会社に赤字企業がある場合、グループ全体に信用不安が連鎖し、個別企業と見た実力よりも資本市場において株価を通じて過小評価されることがある。コングロマリット・ディスカウントを参照のこと。
- 財閥解体を経て構築された経済システムの有名無実化に繋がる（持株会社による傘下企業全体の財閥化は事実上、法の抜け道となる）。
- 子会社群における主要子会社がただ一社の場合においては、真の最高経営責任者は、持ち株会社トップなのか、主要子会社トップなのかわからない。実例としては、吉野家ホールディングス、ヤマトホールディングス。
- 労働条件の交渉について、使用者側の窓口（実際の雇用関係のある子会社なのか、子会社に対して実質的な経営権を有する持株会社（親会社）なのか）が不明となる。

## 日本における持株会社の規制、事例
日本では持株会社の定義は会社法には無い。

### 私的独占の禁止及び公正取引の確保に関する法律における規制
私的独占の禁止及び公正取引の確保に関する法律（独占禁止法。以下「独禁法」）に持株会社の定義がある。
独禁法第9条第4項では、「子会社の株式の取得価額（最終の貸借対照表において別に付した価額があるときは、その価額）の合計額の、当該会社の総資産の額に対する割合が百分の五十を超える会社」を持株会社と定義している。
日本では、戦前の財閥本社が純粋持株会社の形態を採っていた。しかし、戦後に制定された過度経済力集中排除法によって財閥解体が行われ、また独禁法により、持株会社たる会社の設立及び既存の会社の持株会社化が禁止された。
1997年の独禁法改正により、日本においても純粋持株会社の設立が解禁された。これは金融ビッグバンの一環として行われたものであった。

### 銀行法における規制
銀行法は、銀行持株会社についても認可（後記）を必要としており、そのため銀行法上の持株会社を「子会社（国内の会社に限る。）の株式等の取得価額（最終の貸借対照表において別に付した価額があるときは、その価額）の合計額の総資産の額（内閣府令で定める方法による資産の合計金額をいう。）から内閣府令で定める資産の額（内閣府令で定めるところにより算出した額をいう。）を除いた額に対する割合が百分の五十を超える会社をいう。」（第2条第12項）と定義している。
同法上の銀行持株会社の定義は銀行を子会社とする持株会社であって、以下のいずれかに該当するものである。
- 同法52条の17第1項各号に掲げる取引若しくは行為により銀行を子会社とする持株会社になろうとしていた会社が、実際にそのような持株会社になる前に、そのなることに係る認可（そのなろうとする会社に対する内閣総理大臣による認可）を得た場合における、当該認可を受けた会社であって、当該認可の効力が存続している会社（※根拠:同項）
- 銀行を子会社とする会社を設立しようとしていたものが、その設立に係る認可（その設立しようとする者に対する内閣総理大臣による認可）を得た場合における、当該認可に係る設立がされて成立した会社（※根拠:同項）
- 一定の事由（＝第52条の17第1項各号に掲げる取引又は行為以外の事由）により銀行を子会社とする持株会社になった会社であって、同条3項の猶予期限日より後にも引き続き銀行を子会社とする持株会社であることについての内閣総理大臣の認可を受けた会社であって、当該認可の効力が存続している会社（※根拠:同項）

### その他の法律において規制の対象となる持株会社
その他の法律において、規制の対象となる持株会社（持株会社となろうとする会社や、持株会社を設立しようとする者を含む）があるが、そのような法律・持株会社の組み合わせの例として、以下のものがある。
- 金融商品取引法における、金融商品取引所持株会社
- 放送法における、認定放送持株会社

### 事例、共同持株会社
独禁法に関する解禁の後においての設立第1号は、同年に株式会社神戸セントラル開発が商号を変更し純粋持株会社となった株式会社ダイエーホールディングコーポレーションである（その後、同社はダイエーグループの経営悪化により2001年に解散）。
上場企業においては、1999年4月に大和證券株式会社が商号を変更し純粋持株会社となった株式会社大和証券グループ本社が第1号であり、大和総研はこれを「日本国内初の純粋持株会社化」としている。
近年は複数企業の経営統合において、それら複数企業の共同出資により共同持株会社を設立し、両社がその子会社となったのちに、合併などの再編を行う事例が多くなっている。また、持株会社と子会社が合併して事業会社とする事例も出ている。

## 持株会社の創設
持株会社を創設する方法には株式移動方式と抜殻方式がある。

### 株式移動方式
株式移動方式とは既存の事業会社の事業を継続させたまま、その株主の保有する株式を持株会社となる上位会社の株式に移動させることで各事業会社を傘下に収める方法である。株式移転や株式交換が代表例であるが、既存の事業会社の株主による株式の現物出資、株式公開買付けによる方法もこれに含まれる。

#### 株式移転による例
持株会社となる完全親会社を株式移転によって新規に設立するものである。複数の会社による株式移転は合併代替方式とも呼ばれる。主な例は、株式会社バンダイナムコホールディングス、セガサミーホールディングス株式会社、株式会社テレビ東京ホールディングスなど。この場合、子会社株式は旧親会社が保有したままなので、必要に応じて旧親会社の会社分割か株式譲渡の手続きを取って子会社管理事業を承継することがある。

#### 株式交換による例
既存の会社を株式交換によって完全親会社に仕立て上げるものである。これを採用して持株会社体制に移行したものは、株式会社みずほフィナンシャルグループ、株式会社メルコホールディングス、キョーリン製薬ホールディングス株式会社など。

#### その他の例
他、きわめて特殊な例では、民事再生法の適用を申請した企業（再生企業）が100%減資したうえで既存の会社が新たに再生企業に全額出資したケースもあった。株式会社そごうおよび系列地域会社12社は100%減資を行い、休眠会社の株式会社十合（後のミレニアムリテイリング→そごう・西武）が新たにこれら13社にそれぞれ全額出資、再生13社は資本親子関係が切れ、十合を完全親会社とする兄弟会社となった。株式会社十合は、その経緯から「受け皿会社」と当時表現されたが、持株会社そのものである。
その他の特殊なケースとしては、国有化状態であった足利銀行の受け皿として、野村グループなどが出資して足利ホールディングス（現：めぶきフィナンシャルグループ）を設立し、国が保有する足利銀行の全株を足利ホールディングスが引き受ける形で、足利ホールディングスが足利銀行の持株会社化したというケースもある。あるいは、ケーズホールディングスのように、地域事業会社を子会社化する過程の中で、事業会社のまま「ホールディングス」とついたケースもある（直接的には、ギガスケーズデンキという商号だった当時、デンコードーを子会社化したことから改称したことによる）。

### 抜殻方式
抜殻方式は既存の事業会社が行っている事業を別会社にすべて移管させたうえで持株会社となる方法。事業会社から事業を抜き取り持株会社に移行することから抜殻方式と呼ばれる。会社分割のほか、事業を現物出資することによる事業子会社の設立や、金銭出資により設立した子会社への事業譲渡による方法がこれに含まれる。
事業持株会社であった会社が、事業とグループ統括を切り離す際によく用いられる。日本電信電話株式会社、セイコーグループ株式会社、日本テレビホールディングス株式会社、株式会社TBSホールディングス、株式会社フジ・メディア・ホールディングス、イオン株式会社などが採用している。
- 抜殻方式の場合、一部の事業を切り離さずに残した「純粋」持株会社と呼ばないケースもある。以下に例示する。カッコ内は残存事業。
  - 株式会社ニチレイ（不動産事業）
  - 株式会社ヤマコー（不動産事業）
  - 株式会社日本香堂ホールディングス

など
- 免許・登録が必要な事業（不動産事業・銀行業・証券業・航空事業・放送業など）は法人に対して免許を与えているため、抜殻方式による持株会社移行（分社化）には、承継法人が別途新たに免許を取得する必要がある。たとえば2005年4月1日に純粋持株会社に移行した阪急ホールディングス（旧：阪急電鉄株式会社、現：阪急阪神ホールディングス株式会社）は、あらかじめ承継予定会社（阪急電鉄分割準備株式会社：1989年に設立された休眠会社を活用）に各種許認可を取得させたうえで、会社分割（吸収分割）を行った（同日、阪急電鉄分割準備株式会社は阪急電鉄株式会社に商号変更）。阪急電鉄のこの会社分割は、鉄道事業によるものではなく、阪急電鉄の不動産事業によるものである（鉄道事業については新設分割が可能である。例：近鉄グループホールディングス → 近畿日本鉄道、東急 (旧: 東京急行電鉄) → 東急電鉄）。
- 免許・登録が必要な事業によっては、新設会社が従前のステータスを継承できないため、その事業のみ従前の会社に残すことがある。たとえば2015年10月1日に日本梱包運輸倉庫株式会社が持株会社に移行したニッコンホールディングス株式会社は、運輸業、倉庫業など大半の事業を新設子会社の「日本梱包運輸倉庫株式会社」に移管したが、通関業については新規免許の場合、認定通関業者になれない（通関業許可3年以上が要件）ため、通関業のみニッコンホールディングスに事業を残した。その通関業法の改正で許可の継承が可能になったため、2017年に通関事業を会社分割により日本梱包運輸倉庫(株)へ継承させ、ニッコンホールディングスは純粋持株会社になった。

- 銀行については、銀行持株会社（銀行を子会社とする持株会社）についても認可を必要とする（銀行法第52条の17）

- 旅行会社については持株会社に移行した後も、旅行業登録をそのまま残すケースもある（KNT-CTホールディングスがこれにあたる。いずれの場合もJR指定旅行会社は事業子会社ではなく持株会社が指定されている）。